# Pipit maritime
Anthus petrosus
Espèce
Répartition géographique
Statut de conservation UICN

 LC  : Préoccupation mineure

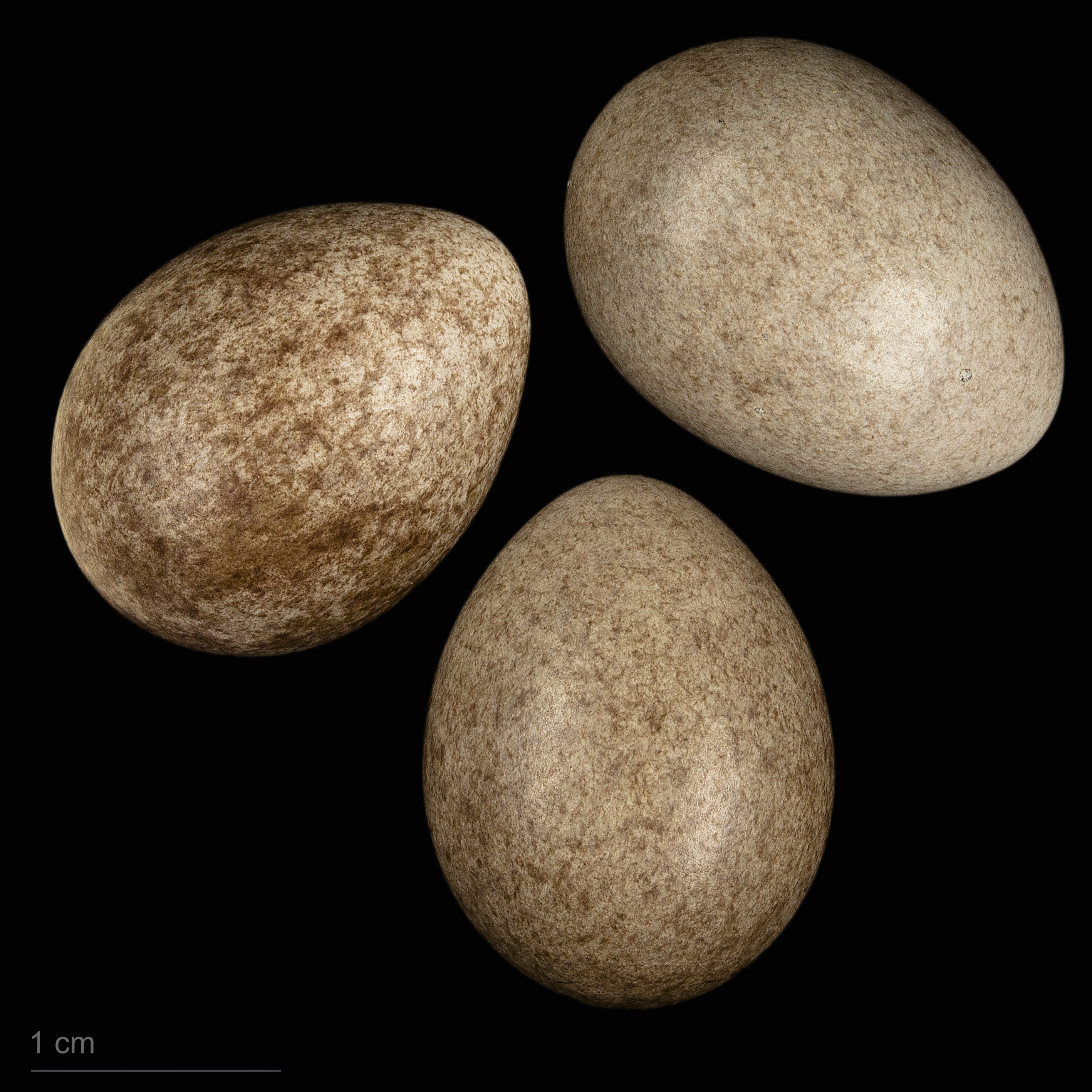
Oeufs de Anthus petrosus - Muséum de Toulouse

Le Pipit maritime (Anthus petrosus) est une espèce de passereaux appartenant à la famille des Motacillidae.

## Description
Le Pipit maritime est un passereau insectivore d'une longueur de 15 cm à 17 cm. C'est le plus sombre des pipits. Il a les pattes foncées contrairement au Pipit farlouse qui a des pattes couleur chair. Le bec est assez long et sombre. Il possède un étroit cercle oculaire blanc. Sur la poitrine et les flancs se trouvent des rayures sombres et diffuses. Le dessus est gris-brun légèrement nuancé olivâtre et le manteau vaguement rayé de sombre. Il n'y a pas de dimorphisme sexuel. Il marche de façon aisée en agitant la queue.

## Habitat
C'est un oiseau inféodé aux zones littorales. Il recherche les côtes rocheuses, îles et îlots. Il migre pour hiverner sur les côtes d'Europe occidentale.

## Répartition
Il est présent sur la façade maritime du nord-est au sud-ouest de l'Europe. Il se reproduit notamment sur les côtes en Norvège, Suède et Finlande. En hiver, il est présent sur les côtes de France, de Belgique, des Pays-Bas, d'Allemagne et du Danemark. En Bretagne et en Angleterre, il est présent toute l'année.

## À ne pas confondre
Le Pipit maritime se confond assez facilement avec le Pipit spioncelle (avec lequel il était considéré comme appartenant à la même espèce) et le Pipit farlouse. Il se différencie de ces deux espèces par son aspect plus foncé, son bec plus long, ses pattes sombres et ses taches plus diffuses.

## Sous-espèces
Selon la classification de référence du Congrès ornithologique international (15.1, 2025) il se répartit en deux sous-espèces :
- Anthus petrosus littoralis C.L. Brehm, 1823 — îles britanniques et ouest de la France ;
- Anthus petrosus petrosus (Montagu, 1798) — Scandinavie.